# Fezán

Ubicación de Fezán en Libia.

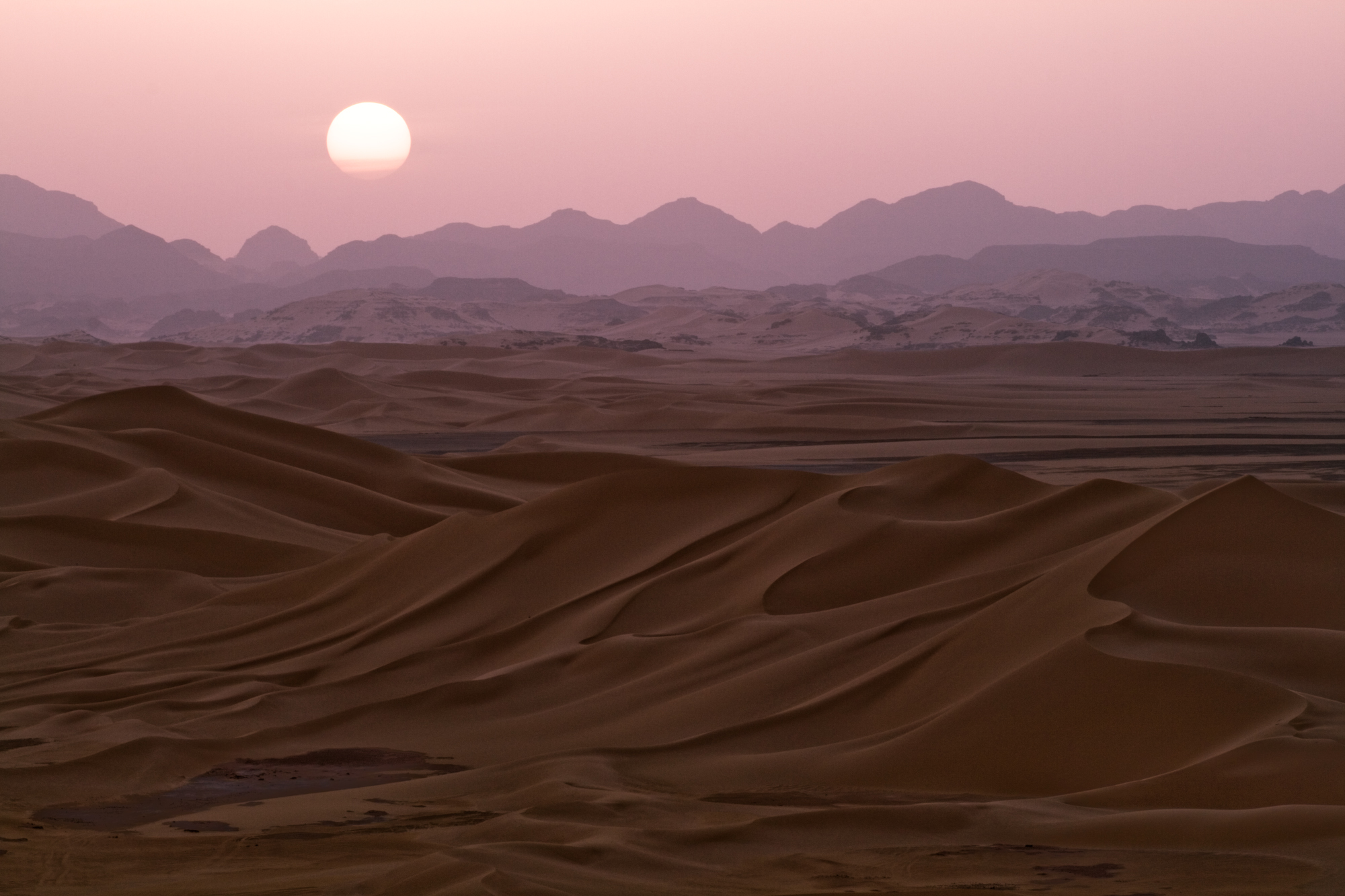
Dunas Wan Caza en Fezán.

Fezán (árabe: فزان, otras transliteraciones: Fuzzan, Fezzan o Fazán) es una región que se ubica en el sudoeste de Libia. 
Es en gran parte desértica, pero interrumpida por montañas, mesetas y valles formados por ríos secos en el norte, donde los oasis permiten a las antiguas ciudades y pueblos sobrevivir en el Sáhara, que de otra manera sería inhabitable.

## División administrativa
Fezán fue originalmente una provincia del Imperio otomano, que tras la guerra ítalo-turca pasó en 1912 a formar parte del Imperio colonial italiano. Tras la independencia de Libia,  sería una gobernación ("muhafazah" o vilayato), junto a Tripolitania y Cirenaica, en el sistema de divisiones administrativas, que resultaría abolido en 1983 y reemplazado por distritos más pequeños o "baladiyah". El sistema de "Baladiyat" fue reorganizado en 1987 y reemplazado en 1995 por el sistema de "shabiyat". 
La provincia de Fezzán contenía los distritos (shabiyat) de Wadi Al Shatii, Wadi Al Hayaa, Al Jufrah, Ghadamis, Murzuq, Sabha y Ghat. Su excapital y ciudad más grande es Sabha.
En septiembre de 2013 autoproclamó su autonomía respecto al gobierno de Libia; en una coyuntura de inestabilidad políticosocial y lucha de poder entre el gobierno central regido por los Hermanos Musulmanes y los líderes tribales que desafían su autoridad y consideran la secesión.